# Ballade (musique)
Pour les articles homonymes, voir Ballade (homonymie).
La ballade est un genre musical émotionnel qui traite souvent de romantique et de relations intimes, et dans une moindre mesure, de solitude, mort, guerre, toxicomanie, politique et religion, généralement d'une manière poignante mais solennelle. La ballade est généralement assez mélodique pour attirer l'attention de l'auditeur.

## Histoire

### Origines
La ballade est au Moyen Âge une chanson à danser raffinée. Elle associe un texte poétique obéissant peu à peu à certaines règles (trois strophes avec refrain et souvent une demi-strophe finale appelée envoi) et une musique particulière. Les créateurs, troubadours ou trouvères, sont à la fois poètes et musiciens : l'exemple en est fourni par Guillaume de Machaut, Champenois né vers 1300 et mort en 1377. Il a écrit de nombreux poèmes courtois dont nous avons pour une part la partition musicale : c'est le cas pour 42 des 235 ballades qui lui sont attribuées.
Il s'agit de musique savante profane qui participe à l'invention de la musique polyphonique au XIVe siècle de l'Ars nova : « La ballade consiste en deux sections dont la première s'attache aux deux premiers vers du poème et doit être reprise. Il en résulte le schéma formel AAB. » . La forme musicale de la ballade tombera en désuétude dès le XVe siècle, le terme s'appliquant dès lors exclusivement au poème à forme spécifique.

### XIXesiècle

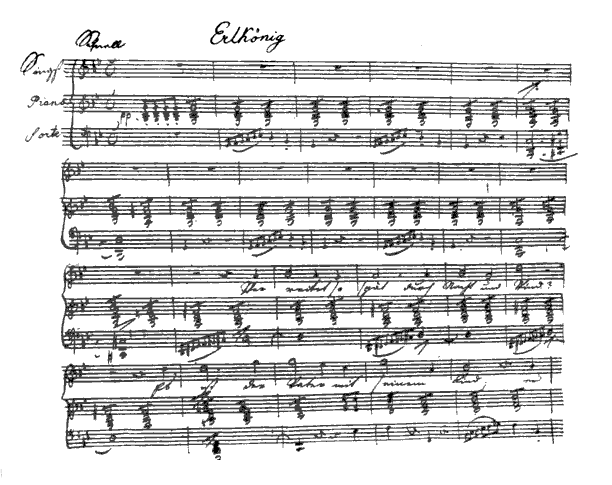
Première page manuscrite de Der Erlkönig par Schubert d'après la ballade de Goethe.

La musique populaire avait continué d'exploiter le genre musical sans contour précis cependant : le mot s'appliquait à des chansons mélancoliques intégrées dans les folklores régionaux. Sa simplicité et son caractère naturel la font remarquer par les poètes allemands qui y voient une marque du Volksgeist (le génie ou l'esprit du peuple) qui les attire à la suite de Johann Gottfried von Herder. Les compositeurs comme Schubert mettent ainsi en musique les poèmes de Schiller et de Goethe (Erlkönig (Le Roi des aulnes) en 1813), renouvelant la musique vocale avec des formes voisines du lied  (« lieder » au pluriel, mot qui retrouve l'ancienne dénomination des lais lyriques médiévaux). Schumann (Romanzen und Baladen, 1840), Brahms (Vier Baladen und Romanzen, 1877) et d'autres suivront son exemple au cours du XIXe siècle. On peut leur associer Charles Gounod (Il était un roi de Thulé – Faust 1859).
Le terme de « ballade » est également utilisé dans la première moitié du XIXe siècle par Frédéric Chopin qui compose des pièces instrumentales pour piano (autour de 1840) et par Franz Liszt (Le chant du croisé) (1849) et Brahms avec ses Ballades pour piano (1854). Hector Berlioz compose Sara la baigneuse H 69 c pour chœur mixte et orchestre sur un poème de Victor Hugo et La mort d’Ophélie H 92 a pour soprano et piano. Ces compositions instrumentales à la forme non définie et à la tonalité plutôt  mélancolique se poursuivront dans le siècle avec Antonín Dvořák ou Gabriel Fauré (Ballade pour piano et orchestre, 1879-1881), mais la dénomination s'effacera ensuite.

### Ballade populaire

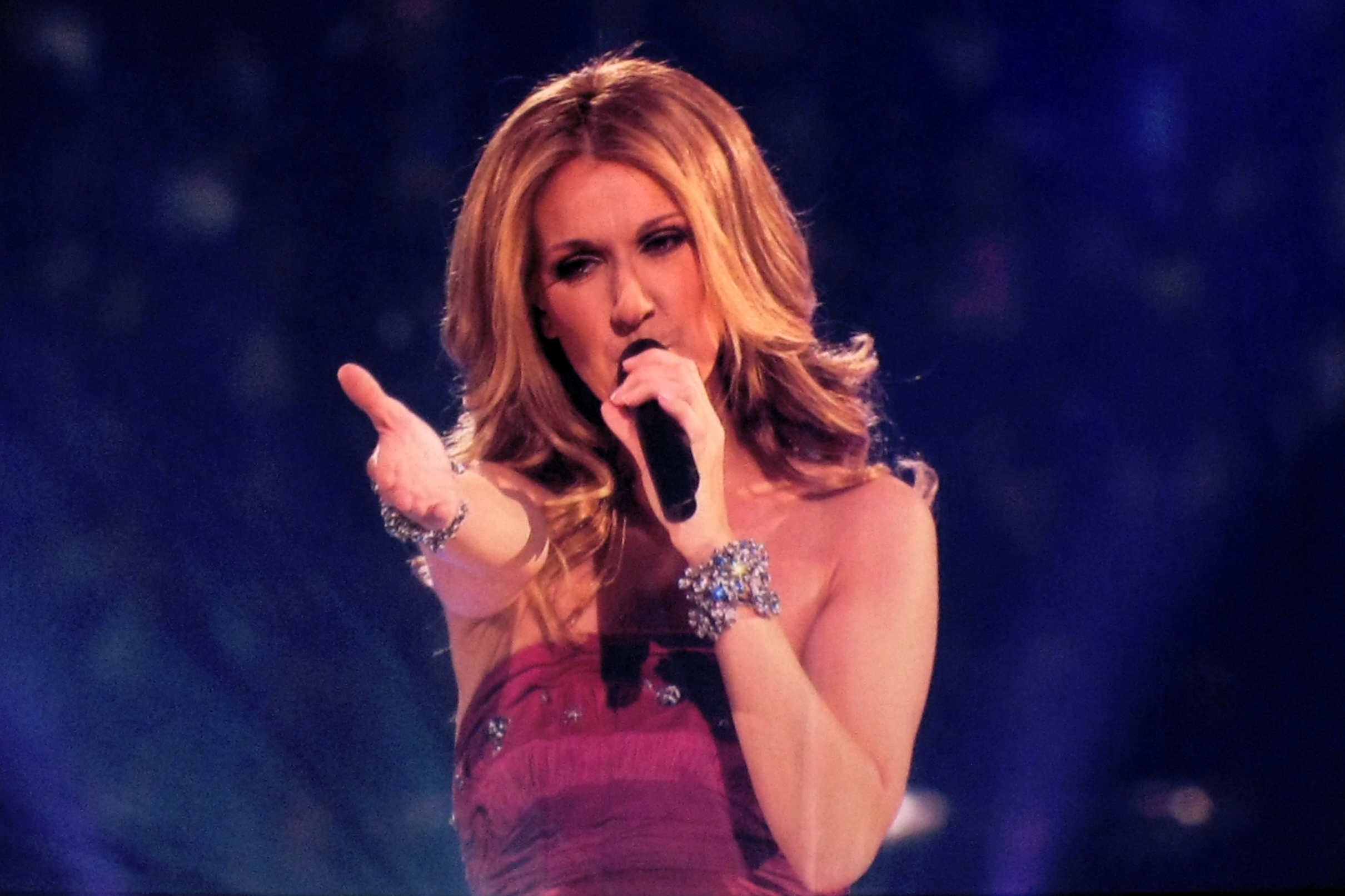
Les albums de Céline Dion ont popularisé des ballades de variété d'inspiration soft rock et pop.

La chanson prendra le relais dans le domaine populaire de la musique folk, de la musique de variétés ou de la musique pop, continuant la tradition anglaise qui transmet le nom de « ballad » : elle se caractérise par son rythme lent et ses thématiques amoureuse ou dramatique, avec une mélodie simple et répétitive, une structure en strophes et souvent un refrain assez proche de la romance ou de la complainte. Elle se retrouve au XXe siècle dans le jazz (Ev'ry Time We Say Goodbye, Cole Porter, 1944) comme dans le blues (The Ballad of John Henry) ou la pop music (The Ballad of John and Yoko, The Beatles, 1969). La « folk ballad » américaine qu'illustre Bob Dylan en est une autre héritière : elle renouvelle en partie le genre par des paroles engagées (Ballade de Sacco et Vanzetti).
Dans son emploi commun à la fin du XXe siècle, « ballade » s'applique pour l'essentiel à un certain type de chanson aux contours flous, dont les éléments de base semblent être le thème sentimental et la douceur de la mélodie (que pourrait illustrer la Ballade irlandaise chantée par Bourvil en 1958 (paroles d'Eddy Marnay et musique d'Emil Stern) ou La Ballade des gens heureux du chanteur Gérard Lenorman (1975)). Le mot est également employé dans des titres de romans ou de films, dans un sens plus flou encore, évoquant légende (La Ballade de Narayama), mélancolie et errance (La Ballade de Bruno, film de Werner Herzog, 1976), en se télescopant avec « balade », orthographié avec un seul l et signifiant promenade, flânerie (La Balade sauvage, titre français du film de Terrence Malick, 1973). On peut relever quelques titres de romans au sens aussi flou comme La Ballade du café triste (The Ballad of the Sad Café), recueil de nouvelles de Carson McCullers (1951), La ballade de l’impossible d’Haruki Murakami (1987), The Ballad of Peckham Rye de Muriel Spark (2006), The Ballad of Tom Dooley: a Ballad Novel by Sharyn McCrumb (2012).